# Chlorissa ruficristata
Chlorissa ruficristata là một loài bướm đêm trong họ Geometridae.